# 王玉生
王玉生（1927年7月—2002年10月18日），男，奉天（今辽宁）开原人，中华人民共和国政治人物，曾任中共黑龙江省委常委、农工部部长，黑龙江省人大常委会副主任。